# Beratende Versammlung (Katar)
Die Beratende Versammlung (arabisch مجلس الشورى Madschlis asch-Schura, DMG Maǧlis aš-Šūrā) ist die beratende Körperschaft des Emirats Katar, eingeführt mit einem Verfassungsreferendum im Jahr 2003. Sie hat beratende Funktion, keine legislative Gewalt. Diese liegt beim Emir Tamim bin Hamad Al Thani, welcher zugleich auch Chef der katarischen Exekutive und Judikative ist. Die Beratende Versammlung hat 45 Mitglieder, die vom Emir ernannt werden.

## Verfassungsmäßige Rolle
Gemäß der Verfassung hat die Versammlung die Befugnis, den Haushalt zu verabschieden, die Minister durch die Möglichkeit eines Misstrauensvotums zu kontrollieren und bei Gesetzesvorhaben mitzuwirken, die nur bei einer Zweidrittelmehrheit und durch die Billigung des Emirs Gesetzeskraft erlangen. Der Emir kann gegen die Beschlüsse der Versammlung sein Veto einlegen.

## Geschichte
Die Versammlung wurde 1972 eingerichtet. Sie hatte zunächst 20 ernannten Mitgliedern. 1975 wurde das Gremium um 10 auf 30 und 1996 auf 35 erweitert. Eine festgelegte Amtszeit gab es nicht. Der Emir veränderte die Zusammensetzung 1990 (11 Mitglieder bestätigt, 19 ausgetauscht) und 1995 (22 bestätigt, 8 ausgetauscht).
Katars Verfassung, die im April 2003 durch Volksabstimmung angenommen wurde, schuf eine legislative Körperschaft. Ihre Mitglieder sollten zu zwei Dritteln durch allgemeine Wahl bestimmt und zu einem Drittel vom Emir ernannt werden. Doch die Staatsführung überging die Verfassung, sie setzte keine Wahlen an.

### Wahlversprechen und Wahlabsagen
Schließlich kündigte Hamad ibn Dschasim ibn Dschabir Al Thani, der damalige Vize-Ministerpräsident und Außenminister, am 1. April 2006 Parlamentswahlen für das Jahr 2007 an. Doch die Wahl wurde bis auf Weiteres verschoben und stattdessen ein Beratungskomitee etabliert.
Der Legislativrat legte den Wahltermin für den Juni 2010 fest. Doch die Wahl fand nicht statt.
Im November 2011 war es der Emir selbst, der ankündigte, dass die Wahl im Jahre 2013 stattfinden werde. Doch die Wahl wurde erneut verschoben und stattdessen die laufende Amtszeit der ernannten Beratenden Versammlung bis Ende Juni 2016 verlängert. Ein weiteres Wahlversprechen, nun für 2019, und eine weitere Wahlabsage folgten.

### Wahl 2021
Schließlich fand die erste Wahl zur Beratenden Versammlung am 2. Oktober 2021 statt. Dabei wurden 30 der 45 Mitglieder der Beratenden Versammlung für eine dreijährige Mandatsperiode gewählt.

### Abschaffung der Wahlen
Am Ende der dreijährigen Mandatsperiode der ersten gewählten Beratenden Versammlung teilte Emir Tamim bin Hamad Al Thani am 15. Oktober 2024 mit, dass es sich nicht bewährt habe, einen Teil der Beratenden Versammlung zu wählen. Denn Katar sei wie „eine Familie“ und dazu passe kein Wettbewerb untereinander. Er verfügte ein verfassungsänderndes Referendum über eine Stärkung des Position des Emirs und die Abschaffung der Wahl eines Teils der Mitglieder der Beratenden Versammlung. Beim Referendum am 5. November 2024 stimmten 90,6 % der Wähler der Abschaffung der Wahl zu.

## Vorsitzende
Das Amt der Vorsitzenden (Speaker) hatten inne:
- Abdul Aziz Bin Khalid Al-Ghanim (1972–1990)
- Ali bin Khalifa Al Hitmi (1990–1995)
- Mohamed Bin Mubarak Al-Khulaifi (1995–2017)
- Ahmad Bin Abdulla Bin Zaid Al Mahmoud (seit 2017)